# Blockflöjt

För andra betydelser, se Blockflöjt (orgelstämma).

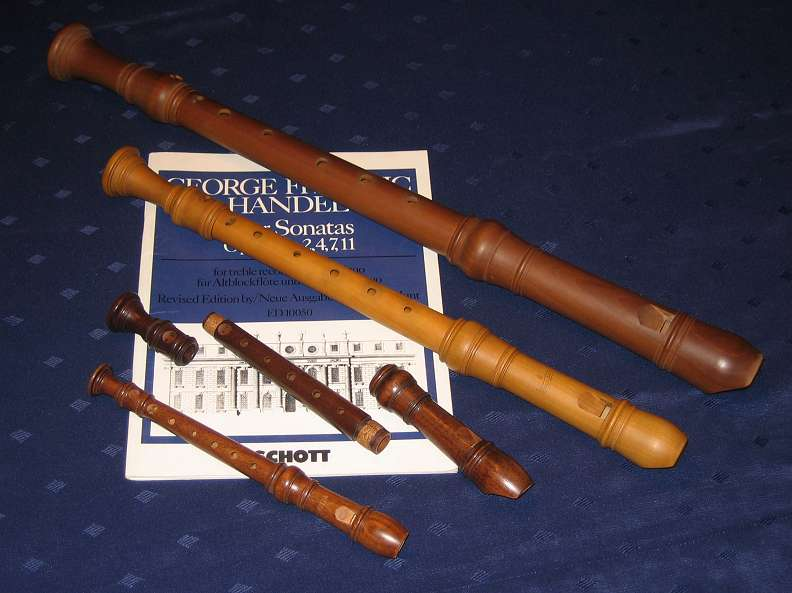
Olika sorters blockflöjter. Från vänster: sopranino-, sopran- (ituplockad), alt- och tenorblockflöjt.

Blockflöjt (engelska: recorder, italienska: flauto dolce) är ett träblåsinstrument av typen spaltflöjt av varierande storlek och stämläge.
Spaltflöjter i vidare bemärkelse är kända sedan förhistorisk tid. Blockflöjten däremot uppstod under senmedeltiden. Den fick sin första storhetstid under renässansen, och från omkring 1500 byggdes de i tre storlekar.  Senare fick den allt fler storlekar och förekom då ”0"i nio storlekar med längd från 1 decimeter upp till 2 meters längd. Då blockflöjten åter kom på modet under barocken blev de större blockflöjterna omoderna och det var främst den mindre altblockflöjten som användes.
Under senbarocken och rokokon var det vanligt med 4-5 altblockflöjter i kammarorkestrar, men under mitten 1700-talet kom den att ersättas av traversflöjten.
Blockflöjten fick förnyat intresse omkring 1912 då Arnold Dolmetsch på nytt började bygga blockflöjter. Wilibald Gurlitt introducerade blockflöjten i Tyskland under ett vetenskapligt seminarium vid Freiburgs universitet 1921. På 1920-talet kom blockflöjten att via Tyskland även introduceras i Norden. Otto Mortensen författade en blockflöjtsskola på danska, som 1935 översattes till svenska av Ingvar Sahlin.
Sopranblockflöjten har ofta använts som nybörjarinstrument i musikundervisning. Blockflöjter spelar ibland en viktig roll i folksagor, där de brukar ha magisk förmåga.

## Utformning
Blockflöjter har i de allra flesta fall formen av en lång tub i tre delar med en liten näbb i den ena änden och en fot i den andra. Ofta förekommer någon typ av dekoration mellan sektionerna. De tillverkas traditionellt i trä. Ofta används två träslag, ett till själva flöjten och ett till den plugg (blocket) som ser till att en luftströmmen endast träffar den vassa kanten (labium). Blockflöjter började under 1900-talet att tillverkas även i plast. En blockflöjt tillverkad i plast har flera fördelar (såsom lägre pris och mindre behov av underhåll) framför en gjord i trä, som emellertid anses ha vackrare klang. I Sichuan, Kina är det tradition att göra blockflöjter av morötter vid middagsbordet.

## Kända blockflöjtister
- Frans Brüggen
- Dan Laurin
- Claudia Müller
- Göran Månsson
- Clas Pehrsson
- Michala Petri
- Georg Philipp Telemann